# 이태용 (정치인)
이태용(한국 한자: 李泰鎔, 일본식 이름: 松澤泰鎔 또는 松澤成宣, 1909년 3월 16일 ~ 1968년 4월 1일)은 일제강점기의 관료이며 대한민국의 정치인이다.

## 생애
본관은 전주(全州)이며 호(號)는 성선(成宣)이다. 충청북도 단양에서 출생하였으며 제천에서 성장하였다. 제3,4,5,6대 국회의원을 지냈으며 제2공화국 당시 상공부 장관을 역임했다.

## 약력
- 고등문관시험 행정과 합격
- 강원도 양구군·평강군 군수
- 상공부 수자원국장
- 체신부 경리국장
- 체신부 감리국장
- 조선전업 상무이사
- 상공부 장관

## 사후
- 2008년 : 민족문제연구소의 친일인명사전 수록예정자 명단 관료 부문 선정

## 역대 선거 결과
|  | 60.57% |

|  | 67.43% |

|  | 64.56% |

|  | 13.5% |

## 참고 자료
- 이태용 - 대한민국헌정회
- “前民議員 李泰鎔씨” (PDF). 한국일보. 1968년 4월 2일. 7면면. 2016년 3월 8일에 원본 문서 (PDF)에서 보존된 문서. 2008년 3월 29일에 확인함.
- “역대정부부처 장차관 - 상공부”. 동아일보. 2007년 6월 13일에 원본 문서에서 보존된 문서. 2008년 2월 17일에 확인함.

| 전임 오정수 | 제14대 상공부 장관 1960년 8월 23일 ~ 1960년 9월 12일 | 후임 주요한 |